# Palacio de los Sebastianes
El palacio de los Sebastianes es un palacio del siglo XV de estilo gótico tardío situado en la calle Mayor de la localidad navarra de Sangüesa (España). Cuenta con dos portales idénticos apuntados y con escudos en las claves de los mismos. El palacio pertenecía a la familia de los Sebastianes, una rica familia noble de comerciantes de la localidad, que fueron prestamistas de los reyes de Navarra.
En este edificio nació Enrique de Labrit, posteriormente Enrique II de Navarra, el 25 de abril de 1503, entre las 8 y las 9 de la mañana. En ese momento el dueño del palacio era Juan Sebastián, señor de Iriberri.
Se trata de uno de los bienes asociados al Camino de Santiago que España mandó a la Unesco en su dossier «Inventario Retrospectivo - Elementos Asociados» (Retrospective Inventory - Associated Components).